# 大将軍神社 (京都市東山区)
大将軍神社（たいしょうぐんじんじゃ）は、京都府京都市東山区にある神社。

## 由緒
素戔嗚尊を主祭神とし、藤原兼家を配祀する。794年（延暦13年）平安京造営の際、桓武天皇が大内裏鎮護のために都の四方に祭祀した大将軍神社の東南方角の一つ。特にこの地は京の七口の一つ、三条口の要地に当るため、邪霊の侵入を防ぐ意を以って重要視されてきた。藤原兼家の東三条殿はこの周辺にあったが応仁の乱で荒廃、現在では当社境内に東三条社として名跡を留めている。

## 周辺
- 檀王法林寺

## 交通
- 三条駅
- 三条京阪駅